# Guido Valentin
Falk Guido Henri Valentin, född 17 december 1895 i Gustavi församling, död 9 oktober 1952 i Mjölby, var en svensk journalist och författare. Signaturer: G. V—n, Sminx och Henri.

## Biografi
Han var son till professorn och tonsättaren Karl Valentin och Alexandra Johansson. Efter studier vid Nya elementarskolan i Stockholm, tog han studentexamen 1914. Valentin var elev vid Dramatens elevskola 1914–1916, varefter han bedrev humanistiska studier vid Stockholms högskola 1916–1919. Efter avslutade studier blev han medarbetare i Svenska Dagbladet fram till 1930 och därefter i Stockholms-Tidningen. Han skrev även diktsamlingar och en del lättare skönlitteratur, medarbetade i revyer, översatte pjäser och skrev filmmanus. 
Valentin var gift med skådespelaren Barbro Kollberg. I en utomäktenskaplig relation fick han dottern Gudrun Mary Alexandra Haber, som var mor till skådespelaren Peter Haber. Valentin omkom i en bilolycka utanför Mjölby, efter att han besökt sin hustru, som då turnerade i Småland och Västergötland. Han är begravd på Lidingö kyrkogård.

## Filmmanus
- 1932 – Ett skepp kommer lastat
- 1936 – Skeppsbrutne Max
- 1936 – Rendezvous im Paradies
- 1936 – Kvartetten som sprängdes
- 1936 – Bombi Bitt och jag
- 1937 – Bleka greven
- 1941 – Soliga Solberg

## Teater

### Roller
| År   | Roll     | Produktion                                              | Regi         | Teater   |
| ---- | -------- | ------------------------------------------------------- | ------------ | -------- |
| 1915 | Ligneray | Äventyret Gaston Arman de Caillavet och Robert de Flers | Karl Hedberg | Dramaten |

### Redaktör
- Det hände : stora och små händelser. Stockholm. 1942-1946. Libris 2273040

### Översättningar
- Samson Raphaelson: Lycklig resa! (Skylark) (otryckt översättning för Helsingborgs stadsteater, 1941)
- Halfdan Christensen: Skärselden (Skjærsilden) (Steinsvik, 1945)
- Georges Feydeau: Tag hand om Amelie (Occupe-toi d'Amelie) (otryckt översättning för Sandrew 1951)
- Kjeld Abell: Anna Sophie Hedvig (Anna Sophie Hedvig) (radiobearbetning Claes Hoogland, Radiotjänst, 1954)
- Aldo de Benedetti: 24 röda rosor: komedi (Due dozzini di rose scarlatte) (otryckt översättning, radiobearbetning Lars-Levi Laestadius för Radioteatern 1956)